# 上帝加我为好友
《上帝加我为好友》（英語：God Friended Me）是一部美国喜剧剧集。它于2018年5月11日命为系列，并由布蘭登·麥可·霍爾、薇奧萊特·比恩、蘇瑞吉·沙瑪、賈維莎·萊斯利與喬·莫頓出演。该系列于2018年9月30日在哥伦比亚广播公司首播。在2018年10月19日，这个系列已经收到CBS共20集的完整季节订单。2019年1月29日，哥伦比亚广播公司续签了第二季的剧集。

## 情节
这系列记述了一个直言不讳的无神论的播客邁爾斯·芬納（由霍爾饰演）通过了一个账户命名为“上帝”的Facebook朋友请求。这个账户将他家乡（纽约市）周围需要援助的人们，统统作为推荐好友发给了邁爾斯。即便邁爾斯最初对此表示怀疑，但他依然决定要遵循这些建议，以帮助别人。在他第二次接任务时，他遇见并协助了卡拉（由比恩饰演），一个苦苦挣扎的杂志作家，并且成为了朋友。他的第一个任务实际上是拯救一个丢了病人，也濒临失去女朋友的医生。 邁爾斯还试图与卡拉和他的黑客朋友拉凯什（由沙瑪饰演）一同找出是谁在控制“上帝”的账户。邁爾斯无神论的意见有时会导致他与他的父亲（莫頓），一个在担任主教教堂的牧师，产生摩擦。

## Facebook的使用
《上帝加我为好友》经常使用Facebook作为一个叙述的设备。 在上帝加我为好友标题中的“加”指的是在社交媒体软件上成为好友，并给予此人特殊的权限。 例如，一个朋友有权查看并在另一个朋友的时间线上发布帖子。 这便是神在《上帝加我为好友》里与Miles接触的方法。
尽管Facebook的大部分收入来自于广告，创作者史蒂芬·李利恩表示，他们与Facebook的商讨仅限于讨论“我们可以描绘多少”。根据执行制片人布萊恩·溫布蘭的说法，该节目里的“上帝”的帐号将在现实中的Facebook上活跃，会收藏其他专页也会更改他的个人资料图片，作为他们可能在线活动的例子。

## 演员

### 主演
- 布兰登·迈克尔·霍尔 饰演 邁爾斯·芬納（Miles Finer），一位持怀疑态度的无神论者，并主持一个无神论的播客。 当他在Facebook上被上帝加为好友并向他提出好友建议时，邁爾斯的生活陷入了混乱。 这让他开启了改变别人生活的旅程。[1]
- 薇奥莱特·比恩 饰演 卡拉·布倫（Cara Bloom），一个由上帝建议的记者“朋友”之一，并成为了邁爾斯和拉凯什的朋友。[1]
- 苏拉·沙玛 饰演 拉凯什·辛格（Rakesh Singh），是邁爾斯的黑客朋友[1]
- 賈維莎·萊斯利 饰演 艾莉·芬納（Ali Finer），邁爾斯的姐姐[1]
- 喬·莫頓 饰演 牧師亞瑟·芬納（Rev. Arthur Finer），邁爾斯的父親[1]